# Synagoge Idstein

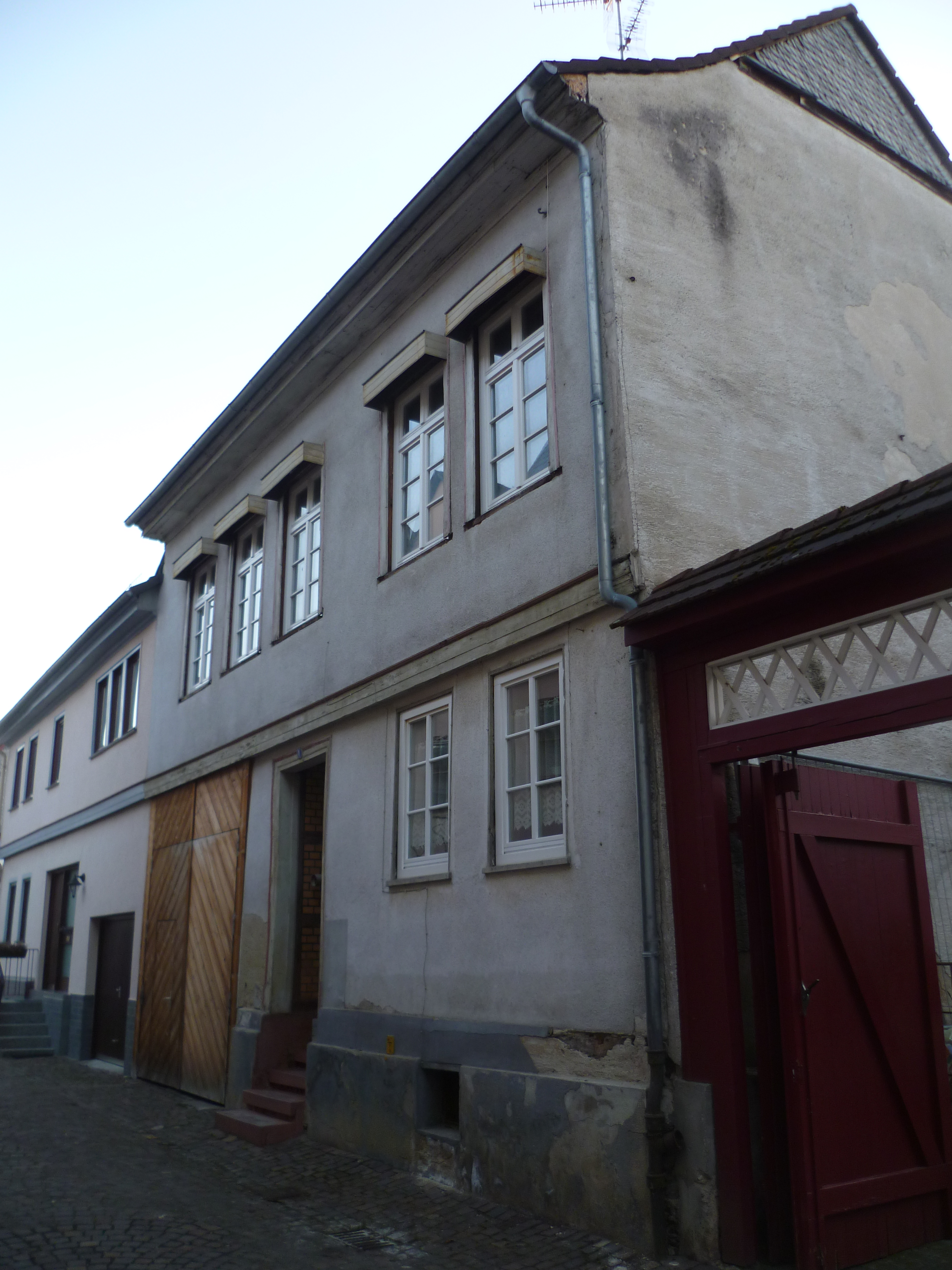
Das Gebäude der ehemaligen Synagoge ist in einem schlechten baulichen Zustand.

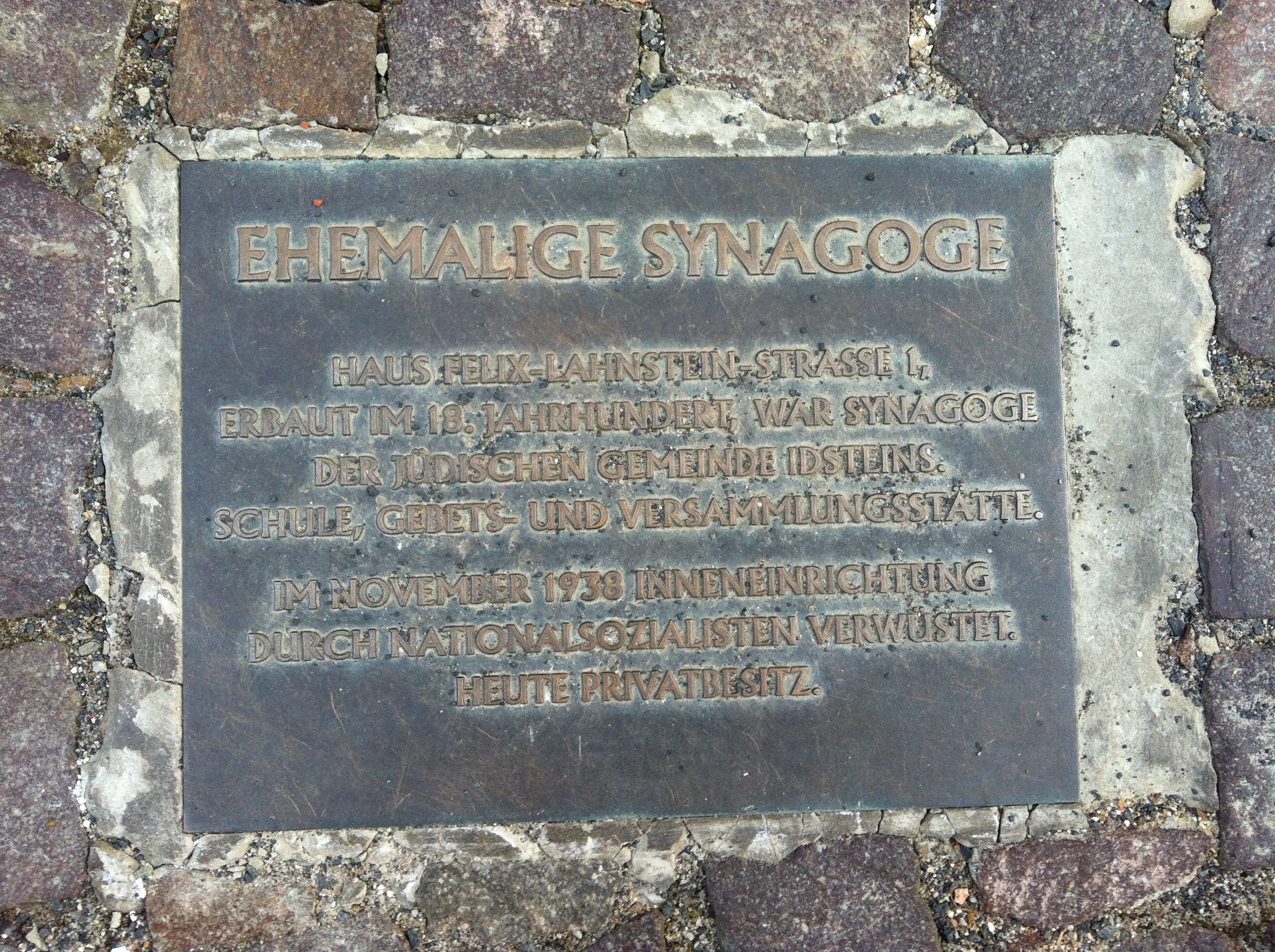
Informationstafel

Die ehemalige Synagoge in der Taunusstadt Idstein in Hessen in der Felix-Lahnstein-Straße 1 ist ein denkmalgeschütztes Fachwerkhaus. Das Gebäude beherbergt heute eine Gaststätte und mehrere Wohnungen. Es unterscheidet sich als traufständiger, verputzter Fachwerkbau mit überbautem Hoftor nicht von den benachbarten Ackerbürgerhäusern.

## Geschichte
1789 beantragte die örtliche jüdische Gemeinde bei den Behörden den Erwerb eines Hauses zum Umbau in eine Synagoge. Der Antrag wurde mit dem Verweis abgelehnt, man wolle zu „der seit einiger Zeit ohnehin sich begebenden Vermehrung“ der Juden nicht beitragen.
1793 erhielt die Gemeinde die Genehmigung zum Bau der Synagoge. Diese wurde dann auch als „Judenschule“ bekannt, was mit der üblichen Unterrichtung der jüdischen Kinder zusammenhängt.
Das Gebäude wurde mehrfach umgebaut und renoviert, unter anderem umfangreich in den Jahren 1875 (mit teilweisem Neubau) und 1935. Der im Obergeschoss befindliche Betraum hatte 40 Plätze für Männer, 18 für Frauen. Das Frauenabteil befand sich etwas erhöht gegenüber dem Männerabteil. Im Haus soll sich eine Mikwe befunden haben. Das Gebäude diente außerdem als Lehrerwohnung.
Beim Novemberpogrom 1938 wurde die Synagoge verwüstet, das Inventar und Mobiliar zerstört. Im Dezember 1938 ging das Gebäude in nichtjüdischen Besitz über. Der Käufer betrieb im Hof eine Schrotmühle und ließ die Synagoge zum Wohnhaus umbauen.
Seit 1945 wurde das Gebäude als Mehrfamilienwohnhaus benutzt. Eine Gedenktafel an einem Nachbargebäude erinnert an Felix Lahnstein, den letzten jüdischen Gemeindevorsteher, und die ehemalige Synagoge. Die Felix-Lahnstein-Straße trägt diesen Namen seit 1945. Bis 1934 trug sie den Namen Judengasse, von 1934 bis 1945 den Namen Hintere Borngasse.
Versuche der Stadt Idstein, das sanierungsbedürftige Haus zu kaufen, scheiterten bisher.